# Рахимжанов, Амерхан Муратпекович
Амерхан Муратпекович Рахимжанов (каз. Әмірхан Мұратбекұлы Рахымжанов; 9 октября 1960; Урджарский район, Восточно-Казахстанская область, КазССР, СССР) — казахстанский учёный-политолог, общественный деятель, кандидат исторических наук (2001), доктор политических наук (2008). Депутат Мажилиса Парламента Республики Казахстан VІІ созыва (с 12 января 2021 года).

## Биография
Родился 9 октября 1960 года в селе Бестерек Урджарского района Семипалатинской области.
В 1987 году окончил Семипалатинский педагогический институт по специальности «История и обществоведение» и 2000 году Казахский финансово-экономический институт по специальности «Экономика и менеджмент».
В 2001 году защитил кандидатскую диссертацию по исторической науке, на тему: «История развития системы образования Республики Казахстан в десятилетний период её становления и независимости (1991—2001 гг.)».
В 2008 году защитил докторскую диссертацию по политологии, на тему: «Политическое реформирование в транзитных обществах: зарубежный опыт и Казахстан».

## Трудовая деятельность
Трудовую деятельность начал рабочим колхоза им. Чапаева в 1977 году.
С 1981 по 1990 годы — преподаватель средней школы, секретарь комитета комсомола колхоза, секретарь партийного комитета колхоза им. Ленина.
С 1990 по 1991 годы — инструктор, заведующий кабинетом политпросвещения Урджарского райкома Компартии Казахстана.
С 1991 по 1995 годы — директор школы-лицея, заместитель начальника Семипалатинского областного департамента образования — директор областного института повышения квалификации педагогических кадров.
С 1995 по 1999 годы — начальник Семипалатинского городского управления образования, первый заместитель начальника Семипалатинского областного департамента образования, заведующий Бескарагайским районным отделом образования Восточно-Казахстанской области, стажировка в Японии по проекту обмена государственными служащими в целях изучения системы образования, общего администрирования и японского языка.
С 1999 по 2001 годы — начальник управления Комитета среднего и профессионального образования Министерства здравоохранения, образования и спорта Республики Казахстан, заместитель директора департамента среднего образования Министерства образования и науки Республики Казахстан.
С 2001 по 2003 годы — заведующий сектором, заместитель заведующего отделом социально-культурного развития Канцелярии Премьер-Министра Республики Казахстан.
С 2003 по 2006 годы — начальник департамента образования города Астаны.
С 2006 по 2008 годы — главный инспектор Администрации Президента Республики Казахстан, заместитель акима Актюбинской области, вице-министр культуры и информации Республики Казахстан.
С 2008 по 2010 годы — заместитель акима г. Астаны.
С 2010 по 2012 год — первый заместитель председателя Астанинского городского филиала Народно-демократической партии «Нур Отан», профессор кафедры политологии Казахстанско-Российского университета по совместительству.
С 2012 по 2014 годы — заведующий Отделом государственного контроля и организационно-территориальной работы АП РК.
С 2014 по 2015 годы — депутат Мажилиса Парламента Республики Казахстан V созыва, избран по партийному списку НДП «Нур Отан».
С 2015 по 2017 годы — ответственный секретарь Министерства образования и науки Республики Казахстан.
С 2017 по 2018 годы — заместитель директора государственного учреждения «Библиотека Первого Президента Республики Казахстан — Елбасы».
С 21 сентября 2018 года назначен первым заместителем директора государственного учреждения «Библиотека Первого Президента Республики Казахстан — Елбасы».
С 2019 по 2021 годы — Директор государственного учреждения «Библиотека Первого Президента Республики Казахстан — Елбасы».
С 12 января 2021 года — Депутат Мажилиса Парламента Республики Казахстан VІІ созыва.

## Награды
- 2000 — Почётная грамота министерства образования и науки Республики Казахстан
- 2001 — Медаль «10 лет независимости Республики Казахстан»
- 2001 — Нагрудный знак «Отличник народного просвещения Республики Казахстан»
- 2001 — Нагрудный знак «Почётный работник образования Республики Казахстан»
- 2004 — Почётная грамота Республики Казахстан
- 2005 — Медаль «10 лет Конституции Республики Казахстан»
- 2008 — Медаль «10 лет Астане»
- 2010 — Орден Курмет[6]
- 2017 — Памятный знак «МПА СНГ. 25 лет» (27 марта 2017 года, Межпарламентская ассамблея СНГ) — за содействие в деятельности Межпарламентской Ассамблеи и её органов[7]
- 2018 — Орден Парасат[8][9]